# 世界林業大會
世界林業大會（英文：World Forestry Congress，WFC）或稱世界森林大會，為國際性的林業學術研討會，是全世界規模最大、最具影響力的林業研討會，主辦單位為聯合國糧農組織（FAO）林業部與各主辦國政府，大會自1926年起，每六年舉辦一次，至2009年為止已舉辦13屆。
世界林業大會是一個關注於全球森林管理、使用與保育相關知識、經驗交流的平台，會中討論內容包涵國際對話、社會經濟學、制度層面以及林業政策等相關議題。
在每一屆大會中，主辦單位會安排一個主題，透過專題演講、座談會、展覽等活動，讓與會者充分就主題交換意見，除此之外，大會也會提供3、4個懸而未決的問題，給予會中各會員國與會成員關注與討論。